# سكوت وو
سكوت وو (ولد في 22 أغسطس 1970) هو مخرج ومنتج ومؤدي مشاهد خطيرة سابق حاصل على جائزة "اكثر عشر مخرجين يستحقون المشاهدة" في مهرجان بالم سبرينغز.
هو مؤدي مشاهد خطرة سابق حيث اعتزل هذا العمل وبدأ في صناعة وإنتاج الافلام.

## وصلات خارجية
- سكوت وا على موقع IMDb (الإنجليزية)
- سكوت وا على موقع ألو سيني (الفرنسية)
- سكوت وا على موقع أول موفي (الإنجليزية)
- سكوت وا على موقع بوكس أوفيس موجو (الإنجليزية)
- سكوت وا على موقع قاعدة بيانات الأفلام السويدية (السويدية)
- سكوت وا على موقع قاعدة بيانات الفيلم (الإنجليزية)
- سكوت وا على موقع كينوبويسك (الروسية)